# L'Enfant des cimetières
L'Enfant des cimetières est un thriller fantastique écrit par l'écrivain français Cédric Sire, publié en mars 2009 aux Éditions Le Pré aux clercs.
Il a reçu le Prix Masterton 2010 du roman francophone.

## Résumé
Un fossoyeur tue sa femme et ses enfants au fusil à pompe avant de se donner la mort. David et Aurore, journalistes, se rendent sur place, imaginant tenir un sujet en or. Le lendemain, c’est Kristel, la compagne de David, qui est victime d’un tueur dément. Pour le commandant Alexandre Vauvert, cette affaire présente trop de zones d’ombres, et celles-ci ne vont cesser de s’étendre. La vague de meurtres se répand, emmenant David à comprendre que l'histoire de l’enfant des cimetières n'est pas qu'une légende urbaine locale, mais une réalité,,.

## Personnages principaux
- Alexandre Vauvert : Commandant de police judiciaire à Toulouse.

## Éditions imprimées
- Première édition en grand format, (fr) L'Enfant des cimetières, Éditions Le Pré aux clercs, 2009, 432 p.  (ISBN 978-2-84228-357-5)

- Édition club, L'Enfant des cimetières, Éditions France Loisirs, 2009

- Édition de poche, L'Enfant des cimetières, Pocket, 2011

## Livre audio
- Cédric Sire (auteur), Hervé Lavigne (conarrateur), Véronique Groux de Miéri (conarratrice), José Heuzé (conarrateur) et Gin Candotti-Besson (conarratrice), L'Enfant des cimetières, La Roque-sur-Pernes, Éditions VDB, 1er juin 2010 (ISBN 978-2-84694-860-9)Support : 1 disque compact audio MP3 ; durée : 12 h 10 min environ ; référence éditeur : MP3/225.

- Réédition L'Enfant des cimetières, Audible, 2019Support : dématérialisé (application Audible).